# Димитър Фурнаджиев
Димитър Николов Фурнаджиев е български общественик от Македония, един от лидерите на българското протестантство.

## Биография
Димитър Фурнаджиев е роден в 1866 или 1867 година в Банско, тогава в Османската империя, в семейството на Никола Фурнаджиев дългогодишен ръководител на Евангелистката църковно-училищна община. Първоначално образование получава в Банско, а след това учи три години в Американското научно-богословско училище в Самоков. През 1888 година заминава да учи в САЩ и в 1889 – 1898 при много тежки условия учи и завършва колеж и Богословската семинария в Принстън и е ръкоположен за пастор. В Принстън се жени за Зорица В. Караиванова. След като се завръщат в България, в 1899 година Фурнаджиев поема евангелската съборна (конгрешанска) църква в Кюстендил, където остава до 1906 година. След това е пастор в Хасково (1906 – 1907), Пловдив (1907 – 1911) и София (1911 – 1931). Пътува отново до САЩ (1903, 1920), Лондон (1913, 1922) и Единбург. Част е от делегацията на България за мирната конференция в Париж в 1919 година. 32 година е постоянен представител на евангелистите в България в Министерството на външните работи и вероизповеданията. 26 години е председател на Българското евангелско дружество. В 1928 година осигурява помощи за пострадалите от Чирпанското земетресение. Инициира създаването на Евангелска семинария в Самоков и след 1931 година става неин ректор и пастор в месстната църква. Автор е на различни трудове с богословско и обществено съдържание.
Умира в София на 30 януари 1944 година.